# 食管憩室
食管憩室（英：diverticulum of the esophagus），又叫赞克氏憩室（英：Zenker's diverticulum），属于假性憩室（即只有黏膜膨出）。
该疾病名称是1877年以德国的病理学家弗里德里希·艾伯特·冯·赞克的名字命名的。

## 分型
根据其发病机制可以分为牵引型和膨出型。

## 病因及病理
如属于咽食管憩室，则是由于咽下缩肌收缩将食物送下食管时，环咽肌不松弛或者收缩过早，致使食管黏膜从薄弱部位膨出，属于膨出型假性憩室。如属于食管中段憩室，则大多由于气管分叉或肺门附近淋巴结炎症所致瘢痕牵拉食管全层所致。

## 流行病学
食管憩室主要影响成年人。

## 诊断
一个简单的吞钡试验通常会显露憩室。上消化道内视镜也可以显出憩室。增强CT以及口服造影剂的颈部CT也可以确诊。

## 治疗
如果症状不严重，则无需治疗。对于症状较为严重的食管憩室，以颈部手术切开环咽肌肉切除憩室的传统治疗为主。然而，最近非手术治疗的内窥镜技术已逐渐取代传统手术治疗（因为它们恢复速度快，创伤小），并且目前首选的治疗方法是内窥镜缝合治疗。
也有其他的非手术治疗方式，如内镜下激光治疗，但最近的证据表明其治疗效果较内窥镜治疗差。